# Rosa López
Rosa María López Cortés (Láchar, 14 januari 1981), beter bekend onder haar artiestennaam Rosa López of kortweg Rosa, is een Spaans zangeres.

## Achtergrond
Als kind van Eduardo López en Francisca Cortés, werd ze opgevoed in het kleine, rooms-katholieke dorpje Peñuelas nabij Láchar, Granada. Ze verraste familie en kennissen al met haar zangtalenten. Ze zong met een klein orkest tijdens festiviteiten in Granada. In 2001 deed ze auditie voor de reality-serie "Operación Triunfo". Ze behoorde tot de beste zestien auditanten. De winnaar van het programma werd de Spaanse inzending voor het Eurovisiesongfestival 2002. Uiteindelijk won ze de show voor ruim 10 miljoen kijkers met 26,6% van de stemmen. Na "Operación Triunfo" tourde ze, met alle andere kandidaten, door 27 Spaanse steden. Het concert in het Estadio Santiago Bernabéu in Madrid werd met ruim 5 miljoen kijkers op TVE 1 het meest bekeken concert op de Spaanse televisie ooit.

## Biografie
Vanwege haar talent werd ze gekozen voor de zangversie van Big Brother. Een paar maanden lang was ze wekelijks op de Spaanse televisie te zien en haar populariteit werd groter en groter.

## Eurovisiesongfestival
Als gevolg van haar winst in "Operación Triunfo" mocht López met het nummer Europe's living a celebration Spanje vertegenwoordigen op het Eurovisiesongfestival 2002 gehouden in de Estische hoofdstad Tallinn. Ondanks de titel, die anders doet vermoeden, werd het lied in het Spaans gezongen. Haar achtergrondzangers en -zangeressen waren medekandidaten van Operación Triunfo, te weten David Bisbal, David Bustamante, Chenoa, Gisela en Geno Machado. Omdat Spanje deel uitmaakt van de "Big Five" was López automatisch geplaatst in de finale, waarin ze zevende werd met 81 punten. Spanje kreeg de volle twaalf punten van Zwitserland, België en Frankrijk.
In 2015 deed ze mee aan de show Eurovision Song Contest's Greatest Hits, een jubileumshow in Londen voor het zestigjarig bestaan van het Eurovisiesongfestival, geproduceerd door de BBC en de ERU. Tijdens de show zong ze, namens Spanje, de nummers La la la (winnaar in 1968), Vivo cantando (co-winnaar in 1969), Eres tú (tweede in 1973) en haar eigen nummer Europe's living a celebration (2002) in een medley.

## Albums
- 2002: Rosa
- 2003: Ahora
- 2004: Ojalá
- 2005: Rosa En Concierto (DVD)
- 2006: Me siento viva
- 2008: Promesas
- 2009: Propiedad de nadie
- 2012: Rosa López
- 2013: Lo mejor de Rosa